# Girolamo Palermo
Girolamo Palermo (Scicli, 16 aprile 1704 – Palermo, 10 novembre 1777) è stato un arcivescovo cattolico italiano.

## Biografia
Nobile dei principi di Santa Margherita entrò sin da giovane nella Congregazione dei chierici regolari teatini di Palermo emettendo la professione religiosa nel 1722 e venendo ordinato prete nel 1726. Venne proposto da re Carlo III come vescovo di Mazara e confermato come tale da papa Clemente XIII. Come vescovo di Mazara si dedicò in particolare al seminario e al collegio dei padri gesuiti, ottenendo anche la facoltà di conferire il titolo di dottorato in teologia e filosofia e si adoperò per la rinascita dell'Accademia Selinuntina.

## Stemma
Partito: il primo d'oro, al grifo rampante d'azzurro, sormontato da lambello di rosso di tre pendenti; il secondo d'azzurro, al leone d'oro, sostenente sul dorso un giglio d'argento; nel cimiero corona d'oro caricata da croce.

## Genealogia episcopale e successione apostolica
La genealogia episcopale è:
- Cardinale Sigismund von Kollonitz
- Cardinale Mihály Frigyes von Althann
- Cardinale Juan Álvaro Cienfuegos Villazón, S.I.
- Cardinale Joaquín Fernández de Portocarrero
- Arcivescovo Girolamo Palermo, C.R.

La successione apostolica è:
- Vescovo Giovanni Battista Alagona (1773)